# Анаксимен
Анаксиме́н Миле́тский (др.-греч. Ἀναξιμένης, 585/560 — 525/502 до н. э., Милет) — древнегреческий философ, представитель милетской школы натурфилософии, ученик Анаксимандра.

## Генезис мира
Анаксимен — последний представитель милетской школы. Анаксимен укрепил и завершил тенденцию стихийного материализма — поиск естественных причин явлений и вещей. Как ранее Фалес и Анаксимандр, первоосновой мира он полагает определённый вид материи. Такой материей он считает неограниченный, бесконечный, имеющий неопределённую форму воздух, из которого возникает всё остальное. «Анаксимен… провозглашает воздух началом сущего, ибо из него всё возникает и к нему всё возвращается». Анаксимен утверждал также, что светила движутся вокруг Земли. Анаксимен материализует апейрон, чисто абстрактное определение своего учителя. Для описания свойств мирового первоначала он привлекает комплекс свойств воздуха. Анаксимен по-прежнему использует субстанциональный термин Анаксимандра, но атрибутивно. Воздух у Анаксимена так же беспределен, то есть апейрос (ἄπειρος); но первоначало у Анаксимена понимается уже в дополнении с прочими свойствами, которые есть у воздуха. Соответственно статика и динамика первоначала определяется такими свойствами.
Воздух Анаксимена одновременно отвечает идеям и Фалеса (абстрактное первоначало, мыслимое как конкретная природная стихия) и Анаксимандра (абстрактное первоначало, мыслимое как таковое, бескачественно). Это самая бескачественная из всех материальных стихий; прозрачная и невидимая субстанция, которую трудно/невозможно увидеть, которая не имеет цвета и обычных телесных качеств. При этом воздух — это качественное первоначало, хотя во многом является образом всеобщей стихийности, наполненным обобщенно-абстрактным, универсальным содержанием.
Согласно Анаксимену, мир возникает из «беспредельного» воздуха, и всё многообразие вещей есть воздух в различных своих состояниях. Благодаря разрежению (то есть нагреванию) из воздуха возникает огонь, благодаря сгущению (то есть охлаждению) — ветер, облака, вода, земля и камни. Разрежённый воздух порождает обладающие огненной природой небесные светила. Важный аспект положений Анаксимена: сгущение и разрежение понимаются здесь как основные, взаимно противоположные, но равнофункциональные процессы, участвующие в образовании различных состояний материи.
Выбор Анаксименом воздуха в качестве космогонического первопринципа и актуальной жизненной основы космоса стоит на принципе параллелизма микрокосма и макрокосма: «подобно тому как воздух в виде нашей души скрепляет нас, так дыхание и воздух охватывают всю Землю». Беспредельный воздух у Анаксимена объемлет собой весь мир, является источником жизни и дыхания живых существ.
Завершая построение единой картины мира, Анаксимен находит в беспредельном воздухе начало и те́ла, и души; боги также происходят из воздуха; душа воздушна, жизнь есть дыхание.

## Научные предположения
Круг научных интересов Анаксимена был несколько у́же своих предшественников — его интересовали главным образом метеорология и астрономия.
Как метеоролог, он считал, что град образуется при замерзании выпадающей из туч воды; если к этой замерзающей воде примешан воздух, то образуется снег. Ветер — уплотнившийся воздух. Состояние погоды Анаксимен связывал с активностью Солнца.
Подобно Фалесу и Анаксимандру, Анаксимен изучал астрономические явления, которые, как и другие природные явления, стремился объяснить естественным образом. Анаксимен полагал, что Солнце — [плоское небесное] тело, аналогичное Земле и Луне, которое от быстрого движения раскалилось. Земля и небесные светила парят в воздухе; Земля неподвижна, другие светила и планеты (которые Анаксимен отличал от звезд и которые, как он считал, возникают из земных испарений) движутся космическими ветрами.
Анаксимен исправил учение Анаксимандра о порядке расположения в мировом пространстве Луны, Солнца и звезд, у которого кругами они следовали в обратном порядке.

## Сочинения
Сочинения Анаксимена фрагментарно сохранились. В отличие от своего учителя Анаксимандра, который писал, как отметили сами древние, «вычурной прозой», Анаксимен пишет просто и безыскусственно. Излагая своё учение, Анаксимен часто прибегает к образным сравнениям. Сгущение воздуха, «порождающее» плоскую землю, он уподобляет «валянию шерсти»; Солнце, Луну — плавающим посреди воздуха огненным листьям и т. п.